# Эддерли, Чарльз
Чарльз Бойер Эддерли, 1-й барон Нортон (2 августа 1814 — 28 марта 1905), — британский политик, член Консервативной партии.
Происходил из старинного стаффордширского рода. В 1826 году поступил в колледж в Крайст-Чёрче, Оксфорд, который окончил в 1838 году со степенью бакалавра.
В 1841 году избрался в Палату общин от Северного Стаффордшира и сохранил депутатство до 1878 года. В 1842 году женился. С 27 марта 1848 года был членом Кентерберийской организации (англ. Canterbury Association), занимавшейся вопросами британской колонизации Новой Зеландии.
В 1858 году был назначен министром здравоохранения и заместителем министра образования в кабинете Дерби. С июля 1866 по декабрь 1868 года был заместителем министра колоний (в 1867 году подписывал акт о создании доминиона Канада, вышел в отставку вместе со всем кабинетом Дизраэли, при приходе к власти которого сохранил пост), с февраля 1874 по март 1878 года, во втором кабинете Дизраэли, — министром торговли. C 1858 года состоял тайным советником и в 1878 году получил баронский титул. В 1876 году принимал активное участие в разработке закона о морских торговых судах, инициатором которого был либерал Сэмюэль Плимсолл (англ. Samuel Plimsoll). В 1883—1884 годах состоял членом комиссии для реформы воспитания и обучения.
Предпринял множество мер по улучшению колониальной администрации, издал несколько книг по педагогике и уголовному праву. Был известен как активный благотворитель. Его труды:
- «High and low church and reflections on the course from Goal» (Лондон, 1892, переиздание в 1898);
- «Revival of constitutional colonial policy» (Лондон, 1896).
- В своих работах «The Present Relations of England with her Colonies» (1861; переиздание в 1862) и «Imperial Fellowship of Selfgoverned Colonies» (1907) изложил свои взгляды на расширение самоуправления в колониях.
- Известна также его работа 1895 года «Socialism», в которой он выдвигал программу сообразующихся с христианскими ценностями социальных реформ.